# Umbulrejo (Umbulsari)
Umbulrejo is een bestuurslaag in het regentschap Jember van de provincie Oost-Java, Indonesië. Umbulrejo telt 4105 inwoners (volkstelling 2010).